# Streufeldtransformator
Ein Streufeldtransformator ist ein Transformator, der gezielt eine vergleichsweise lose magnetische Kopplung zwischen Primär- und Sekundärwicklung aufweist.

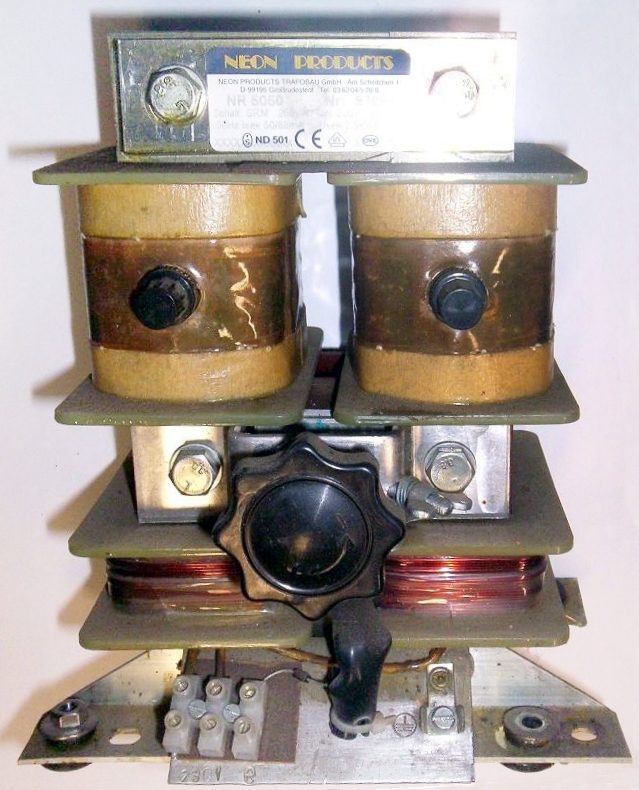
Streufeldtransformator 400 VA mit einstellbarem magnetischem Nebenschluss und Stellrad zur Anpassung des Ausgangsstromes (Vorschaltgerät für Leuchtröhren); oben: Sekundärwicklungen; unten: Primärwicklungen; Höhe 215 mm

## Grundlagen
Während man bei Transformatoren gewöhnlicherweise eine möglichst gute bzw. feste magnetische Kopplung zwischen den Wicklungen durch eine hohe Gegeninduktivität anstrebt, realisiert man bei Streufeldtransformatoren eine losere Kopplung, indem man Primär- und Sekundärwicklung räumlich weiter voneinander trennt und damit den magnetischen Streufluss gezielt vergrößert oder einen magnetischen Nebenschluss im Raum zwischen Primär- und Sekundärwicklung herstellt.
Auf diese Weise erhält man eine Ausgangsspannung mit "weicherer" Strom-Spannungs-Charakteristik, d. h. eine Spannungsquelle mit einer höheren und manchmal auch einstellbaren Quellimpedanz. Der Streufeldtransformator vereint die Funktion eines Transformators (Spannungstransformation und galvanische Trennung) und einer strombegrenzenden Drossel in einem Bauteil. In diesem Fall ist der Wert, der tatsächlich als die Strombegrenzungsinduktivität wirkt, die Kurzschlussinduktivität.

## Aufbau und Funktion
Wird ein gewöhnlicher Transformator kurzgeschlossen, fließen sehr hohe Primär- und Sekundärströme, die sich aus der geringen Streuinduktivität und den Wicklungswiderständen ergeben. Damit verbunden sind hohe Verluste.
Beim Streufeldtransformator verringert man diesen Strom, indem man dem magnetischen Fluss einen Ausweichpfad bietet und somit die Streuinduktivität erhöht:
- Unterbringung der Wicklungen auf verschiedenen Schenkeln (Zweischenkelaufbau; der magnetische Nebenschluss führt durch die Luft)
- Schaffen eines magnetischen Nebenschlusses aus Eisen zwischen den bewickelten Schenkeln (Dreischenkelaufbau; der Nebenschluss führt über diesen zusätzlichen Schenkel, der ggf. einen veränderlichen Luftspalt aufweist)

Im Leerlauf wird die Primärspannung annähernd wie bei einem normalen Transformator übersetzt, da der Nebenschluss einen vergleichsweise hohen magnetischen Widerstand darstellt.
Steigt der Sekundärstrom an, steigt durch die damit verbundene Erhöhung des magnetischen Widerstandes des Sekundär-Schenkels der magnetische Fluss im Nebenschluss an, bis er bei Kurzschluss den durch die Primärspannung und die Kurzschlussinduktivität festgelegten Grenzwert erreicht hat. Fast der gesamte Magnetfluss verläuft nun durch den Nebenschluss. Im Schenkel, auf dem sich die Sekundärwicklung befindet, ist nun der Fluss nahezu Null, und der Sekundärstrom hat seinerseits seinen oberen Grenzwert – den Kurzschlussstrom – erreicht. Dieser Kurzschlussstrom wird im Wesentlichen durch die Eigenschaften des magnetischen Nebenschlusses bzw. durch die dadurch gebildete Kurzschlussinduktivität bestimmt: ist sie höher, wird der Kurzschlussstrom geringer. Vergrößert man dagegen den magnetischen Widerstand im Nebenschluss (z. B. durch Erhöhen des Luftspaltes), steigt auch der Kurzschlussstrom an.
Der magnetische Fluss teilt sich entsprechend dem Verhältnis der magnetischen Widerstände zwischen Nebenschluss und Sekundärschenkel auf. Der Streufeldtransformator verhält sich wie ein normaler Transformator, dem eine strombegrenzende Drossel in Reihe geschaltet ist. Daher sind die Wärmeverluste auch bei Kurzschluss gering.
Streufeldtransformatoren weisen naturgemäß in ihrer Umgebung erhöhte magnetische Flussdichten auf. Dadurch können unter anderem Bildschirmgeräte mit Kathodenstrahlröhre ein flimmerndes oder schwankendes Bild zeigen oder Audiogeräte gestört werden. Dem muss ggf. durch geeignete Aufstellung oder veränderte Ausrichtung der Geräte zueinander Rechnung getragen werden.

## Anwendung und Bauformen
- Vorschaltgerät für Leuchtreklame-Röhren (Aufgabe: Transformation der Netzspannung auf einige Kilovolt und Strombegrenzung), Bauformen mit festem oder einstellbarem magnetischem Nebenschluss
- sog. Klingeltransformator (Aufgabe: Kurzschlussfestigkeit und geringe Leerlaufverluste), vergrößerter Eisenkern, zwischen den Wicklungen eingeschobenes Dynamoblech als Nebenschluss
- Einfache Ladegeräte für Batterien, insbesondere für Bleiakkumulatoren (Starterbatterien). Zu Beginn der Ladung begrenzt das Streufeld den Ladestrom, zum Ende der Ladung entspricht die Spannung der Leerlaufspannung.
- Schweißtransformator (Aufgabe: einstellbare Strombegrenzung für den Schweißlichtbogen), Strom über Anzapfungen oder veränderliche Kopplung oder verstellbaren magnetischen Nebenschluss wählbar – typisch mit Stellkurbel und Zeiger in Schlitz
- besonders sichere Stromversorgungen (Aufgabe: Kurzschlussfestigkeit und besonders hohe Zuverlässigkeit), Zweischenkelausführung mit vergrößertem Eisenkern-Volumen
- Im LLC-Resonanzwandler, um die separate Serieninduktivität durch die Streuinduktivität des Transformators zu ersetzen.